# 도요미촌 (니가타현)
도요미촌(豊実村)은 니가타현 히가시칸바라군에 있던 촌이다.

## 역사
- 1889년 4월 1일 - 정촌제 시행에 수반해 히가시칸바라군 도요미촌이 성립하였다.
- 1955년 4월 1일 - 료카노세촌, 히데야촌과 합병해 가미타니촌이 되어 소멸하였다.

## 교통

### 철도
- 일본국유철도 (현 동일본 여객철도)
  - 반에쓰사이선

## 참고문헌
- 『市町村名変遷辞典』東京堂出版、1990年。
- 『全國市町村便攬　六版』全國教育圖書、1949年9月5日。
- 『明治廿三年六月刊行　新潟県市町村名全書』桜井書店、1890年6月18日。